# Saint Dragon
Saint Dragon — видеоигра в жанре горизонтального скролл-шутера, разработанная компанией NMK и изданная Jaleco в марте 1989 года в виде аркадного игрового автомата. Впоследствии была портирована на ряд домашних компьютеров того времени, а также на игровую консоль PC Engine.
В июне того же года компания Irem выпустила игру Dragon Breed для аркадного автомата, также портированную на ряд домашних систем. Она использовала аналогичную концепцию и оформление.

## Игровой процесс
Игрок управляет драконом-змеем. Он состоит из головы и секций тела, его хвост движется с задержкой относительно головы и может быть использован для защиты от выстрелов противника.
Всего в игре шесть уровней. В конце каждого уровня происходит сражение с боссом.